# Maruina lanceolata
Maruina lanceolata är en tvåvingeart som först beskrevs av Kincaid 1899.  Maruina lanceolata ingår i släktet Maruina och familjen fjärilsmyggor. Inga underarter finns listade i Catalogue of Life.